# Кудакваше Магачі
Кудакваше Махачі (англ. Kudakwashe Mahachi, нар. 29 вересня 1993, Булавайо) — зімбабвійський футболіст, півзахисник клубу «Голден Ерроуз».
Виступав, зокрема, за клуби «Чіккен Інн» та «Мамелоді Сандаунз», а також національну збірну Зімбабве.

## Клубна кар'єра
Магачі завершував свої виступи на молодіжному рівні в ФК «Гайландерс», допоки не перейшов до складу дорослої команди «Банту Роверс». Саме виступами в останньому клубі й привернув увагу в 2012 році клубу «Чіккен Інн», в складі якого й продовжив свою кар'єру. Виступав у клубі протягом двох наступних років своєї кар'єри, допоки в 2014 році не повернувся до складу «Гайлендерс». Після нетривалого перебування в цьому зімбабвійському клубі здійснив новий рішучий крок в своїй кар'єрі, вперше в житті залишив Зімбабве та переїхав до клубу з сусідньої Прем'єр-Соккер-ліги, «Мамелоді Сандаунз» з Південної Африки. У своєму дебютному сезоні поза межами Зімбабве він зіграв 14 матічів та відзначився 1 голом, після чого відправився в оренду на один рік до іншого клубу ПСЛ «Голден Ерроуз». Він відзначився чотирма голами в 25-ти матчах у всіх турнірах в складі «Голден Ерроуз», перед тим як повернутися до складу «Сандаунз». В зв'язку зі смертю доньки, 11 травня 2016 року пропустив матч чемпіонату проти «Джомо Космос».

## Виступи за збірну
8 вересня 2013 року дебютував у складі національної збірної Зімбабве в матчі кваліфікації до Чемпіонату Світу 2014 року проти Мозамбіку (1:1).
У січні 2014 року тренер Ієн Гороуа запросив його для участі в складі збірної Зімбабве на Кубку африканських націй 2014 року. Він допоміг команді посісте 4-те місце на турнірі, після поразки від Нігерії з рахунком 0:1. У складі збірної відзначився двома голами, першим на вищезгаданому турнірі, а другим у товариськом матчі проти Малаві. Загалом, на даний час, у футболці національної збірної зіграв 19 матчів.
У січні 2017 року тренер збірної Каллісто Пасува викликав Магачі для участі в Кубку африканських націй 2017 року у Габоні. На цьому турнірі він відзначився голом у воротах збірної Алжиру (2:2).

## Статистика виступів

### Клубна
Станом на 23 червня 2016 року.
| Клуб                   | Сезон             | Чемпіонат           | Чемпіонат | Чемпіонат | Національний кубок | Національний кубок | Кубок ліги | Кубок ліги | Континентальний | Континентальний | Інші  | Інші | Загалом | Загалом |
| Клуб                   | Сезон             | Дивізіон            | Матчі     | Голи      | Матчі              | Голи               | Матчі      | Голи       | Матчі           | Голи            | Матчі | Голи | Матчі   | Голи    |
| ---------------------- | ----------------- | ------------------- | --------- | --------- | ------------------ | ------------------ | ---------- | ---------- | --------------- | --------------- | ----- | ---- | ------- | ------- |
| Мамелоді Сандаунз      | 2014/15           | Прем'єр-Соккер-Ліга | 13        | 1         | 1                  | 0                  | 0          | 0          | 0               | 0               | 0     | 0    | 14      | 1       |
| Мамелоді Сандаунз      | 2015/16           | Прем'єр-Соккер-Ліга | 0         | 0         | 0                  | 0                  | 0          | 0          | 0               | 0               | 0     | 0    | 0       | 0       |
| Мамелоді Сандаунз      | Загалом           | Загалом             | 13        | 1         | 1                  | 0                  | 0          | 0          | 0               | 0               | 0     | 0    | 14      | 1       |
| Голден Ерроуз (оренда) | 2015/16           | Прем'єр-Соккер-Ліга | 21        | 3         | 2                  | 1                  | 2          | 0          | —               | —               | 0     | 0    | 25      | 4       |
| Голден Ерроуз (оренда) | Загалом           | Загалом             | 21        | 3         | 2                  | 1                  | 2          | 0          | —               | —               | 0     | 0    | 25      | 4       |
| Загалом у кар'єрі      | Загалом у кар'єрі | Загалом у кар'єрі   | 34        | 4         | 3                  | 1                  | 2          | 0          | 0               | 0               | 0     | 0    | 39      | 5       |

1. ↑  Включаючи поєдинки Недбанк КАП
2. ↑  Включаючи матчі Телком нокаут
3. ↑  Включаючи матчі в Лізі чемпіонів КАФ
4. ↑  Включаючи матчі MTN 8

### Матчі в збірній
Станом на 23 червня 2016 року.
| Національна збірна | Рік     | Матчі | Голи |
| ------------------ | ------- | ----- | ---- |
| Змбабве            | 2013    | 1     | 0    |
| Змбабве            | 2014    | 9     | 2    |
| Змбабве            | 2015    | 2     | 0    |
| Змбабве            | 2016    | 2     | 0    |
| Змбабве            | 2017    | 5     | 1    |
| Загалом            | Загалом | 19    | 3    |

### Голи в складі збірної
| № | Дата           | Матч | Місце                            | Суперник | Зміна рахунку | Результат | Змагання    |
| - | -------------- | ---- | -------------------------------- | -------- | ------------- | --------- | ----------- |
| 1 | 25 січня 2014  | 2    | Стадіон Кейптауну, Кейптаун, ПАР | Малі     | 2-0           | 2-1       | КАН 2014    |
| 2 | 5 березня 2014 | 3    | Камузу Стедіум, Блантайр, Малаві | Малаві   | 2-1           | 4-1       | Товариський |
| 3 | 15 січня 2017  | 17   | Стад Франсвіль, Франсвіль, Габон | Алжир    | 1-1           | 2-2       | КАН 2017    |